# Asystel Novara
Asystel Volley Novara (w latach 2004/2007 Sant' Orsola Asystel Novara) – włoski, żeński klub siatkarski powstały w mieście Novara. Klub występuje w rozgrywkach włoskiej Serie A1. W latach 2003–2005 w Asystelu występowała Polka – Małgorzata Glinka-Mogentale, w latach 2006–2008 Katarzyna Skowrońska-Dolata, a w latach 2008–2010 barw Asystelu broniła Anna Podolec.
Klub został rozwiązany w 2012 r. W wyniku fuzji z GSO Villa Cortese powstała drużyna Asystel MC Carnaghi, która reprezentowała obie drużyny w rozgrywkach Serie od sezonu 2012/2013.

## Sukcesy
Mistrzostwo Włoch:
- 2002, 2003, 2004, 2009

Puchar CEV:
- 2003, 2009
- 2007

Superpuchar Włoch:
- 2003, 2005

Puchar Włoch:
- 2004

Liga Mistrzyń:
- 2005
- 2008

Puchar Top Teams:
- 2006

## Zawodniczki
- Z tym tematem związana jest kategoria: Siatkarki Asystelu Novara.

## Polki w klubie
| Lata gry  | Imię i nazwisko             |
| --------- | --------------------------- |
| 2003-2005 | Małgorzata Glinka-Mogentale |
| 2006-2008 | Katarzyna Skowrońska-Dolata |
| 2008-2010 | Anna Podolec                |

## Kadra

### 2011/2012
- 1.  Laura Frigo
- 2.  Natalia Viganò
- 3.  Marta Bechis
- 4.  Maria Nomikou
- 7.  Cristina Barcellini
- 8.  Sanja Malagurski
- 9.  Stefana Veljković
- 10.  Carolina Zardo
- 11.  Stefania Sansonna
- 12.  Letizia Camera
- 13.  Katarina Barun
- 17.  Raphaela Folie
- 18.  Dóra Horváth

### 2010/2011
- 1.  Lauren Paolini
- 3.  Marta Bechis
- 6.  Katarina Barun
- 7.  Cristina Barcellini
- 8.  Ivana Nešović
- 9.  Stefana Veljković
- 10.  Carolina Zardo
- 11.  Stefania Sansonna
- 12.  Letizia Camera
- 13.  Gilda Lombardo
- 17.  Raphaela Folie
- 18.  Dóra Horváth

### 2009/2010
- 1.  Kim Staelens
- 3.  Valeria Rosso
- 5.  Paola Paggi
- 6.  Anna Podolec
- 7.  Cristina Barcellini
- 8.  Jenny Barazza
- 9.  Irina Kiriłłowa
- 12.  Manon Flier
- 13.  Immacolata Sirressi
- 14.  Margareta Kozuch
- 15.  Logan Tom
- 18.  Letizia Camera

### 2008/2009
- 1.  Sara Anzanello
- 2.  Feng Kun
- 3.  Valeria Rosso
- 5.  Paola Paggi
- 6.  Anna Podolec
- 7.  Cristina Barcellini
- 8.  Marta Bechis
- 10.  Paola Cardullo
- 11.  Gilda Lombardo
- 12.  Chiara Lapi
- 13.  Nataša Osmokrović
- 14.  Margareta Kozuch

### 2007/2008
- 1.  Sara Anzanello
- 2.  Katarzyna Skowrońska-Dolata
- 3.  Cristina Barcellini
- 4.  Lindsey Berg
- 5.  Moana Ballarini
- 6.  Paola Paggi
- 7.  Lulama Musti De Gennaro
- 8.  Valeska Menezes
- 9.  Ogonna Nnamani
- 10.  Paola Cardullo
- 11.  Sanja Popović
- 12.  Marta Bechis
- 13.  Nataša Osmokrović
- 14.  Monica Corbellini
- 16.  Gilda Lombardo

### 2006/2007
- 1.  Sara Anzanello
- 2.  Katarzyna Skowrońska-Dolata
- 5.  Moana Ballarini
- 6.  Silvia Morandi
- 7.  Bahar Mert
- 9.  Anita Filipovics
- 10.  Paola Cardullo
- 11.  Sanja Popović
- 12.  Taismary Agüero
- 13.  Nataša Osmokrović
- 14.  Monica Corbellini
- 15.  Anja Spasojević
- 16.  Cristina Barcellini
- 18.  Maria Luisa Elli

### 2005/2006
- 1.  Sara Anzanello
- 2.  Iuliana Nucu
- 6.  Isotta Baigueri
- 7.  Qui He
- 8.  Veronica Angeloni
- 10.  Paola Cardullo
- 11.  Cristina Pîrv
- 12.  Taismary Agüero
- 13.  Nataša Osmokrović
- 15.  Anja Spasojević
- 16.  Raffaella Calloni
- 18.  Elisa Muri

### 2004/2005
- 1.  Sara Anzanello
- 2.  Iuliana Nucu
- 3.  Cristina Barcellini
- 4.  Manon Flier
- 6.  Valeria Alberti
- 7.  Qui He
- 9.  Małgorzata Glinka-Mogentale
- 10.  Paola Cardullo
- 11.  Laura Nicolini
- 12.  Bojana Radulović
- 15.  Anja Spasojević
- 18.  Virginie De Carne

### 2003/2004
- 1.  Sara Anzanello
- 2.  Iuliana Nucu
- 3.  Paola Giovane
- 6.  Sun Yue
- 7.  Qui He
- 9.  Małgorzata Glinka-Mogentale
- 10.  Paola Cardullo
- 11.  Cristina Pîrv
- 12.  Bojana Radulović
- 14.  Martina Guiggi
- 16.  Anna Vania Mello
- 18.  Virginie De Carne